# 平潟町
平潟町（ひらかたまち）は、かつて茨城県多賀郡の北端に存在した、福島県浜通りとの境界地域の町である。

## 地理
- 現在の北茨城市の北東部に位置する。
- 村域は多賀山地の一部でほとんどが山がちな地形になっている。
- 村は太平洋に面している。

## 歴史

### 村域の変遷
- 1889年（明治22年）4月1日 - 町村制施行により、平潟村は単独で町制施行し多賀郡平潟町が発足。
- 1956年（昭和31年）3月31日 - 平潟町は磯原町・大津町・南中郷村・関南村・関本村とともに合併し、茨城市が発足。同日、改称し北茨城市となる。平潟町は消滅。

変遷表
| 1868年 以前 | 1868年 以前 | 明治22年 4月1日 | 昭和31年 3月31日         | 現在     |
| ----------- | ----------- | --------------- | ------------------------ | -------- |
|             | 平潟村      | 平潟町          | 茨城市 即日改称 北茨城市 | 北茨城市 |

## 人口・世帯

### 人口
総数 [単位： 人]
| 1891年（明治24年） | 1,753 |
| 1902年（明治35年） | 2,462 |
| 1920年（大正 9年） | 2,218 |
| 1935年（昭和10年） | 2,702 |
| 1950年（昭和25年） | 3,430 |
| 1955年（昭和30年） | 3,534 |

### 世帯
総数 [単位： 世帯]
| 1920年（大正 9年） | 495 |
| 1935年（昭和10年） | 552 |
| 1950年（昭和25年） | 674 |
| 1955年（昭和30年） | 694 |

## 交通

### 道路
- 一級国道
  - 国道6号（陸前浜街道）